# Castell de San Joaquín
El Castell de San Joaquín és una fortificació al barri de Villa Benítez de Santa Cruz de Tenerife, al costat del Mirador de Vistabella. al límit termenal entre els municipis de Santa Cruz de Tenerife i San Cristóbal de La Laguna, a l'illa de Tenerife (Canàries, Espanya).
Va ser construït com a bateria per defensar la ciutat de San Cristóbal de La Laguna de possibles assalts en 1586, sent reconstruïda com a castell en 1780. És de planta quadrada i tambors circulars en els seus angles, existint sobre les seves esplanades dues crugies paral·leles separades per un pati central. El seu interior ha estat reformat en nombroses ocasions segons l'ús al qual era destinat; des de polvorí, passant per colomar fins a presó militar. El seu aspecte extern i la seva planta no han variat al llarg dels anys encara que en l'actualitat es troba pràcticament en ruïnes. En 1996, el Ministeri de Defensa l'alienà a un particular a través d'una subhasta pública.

## Galeria fotogràfica

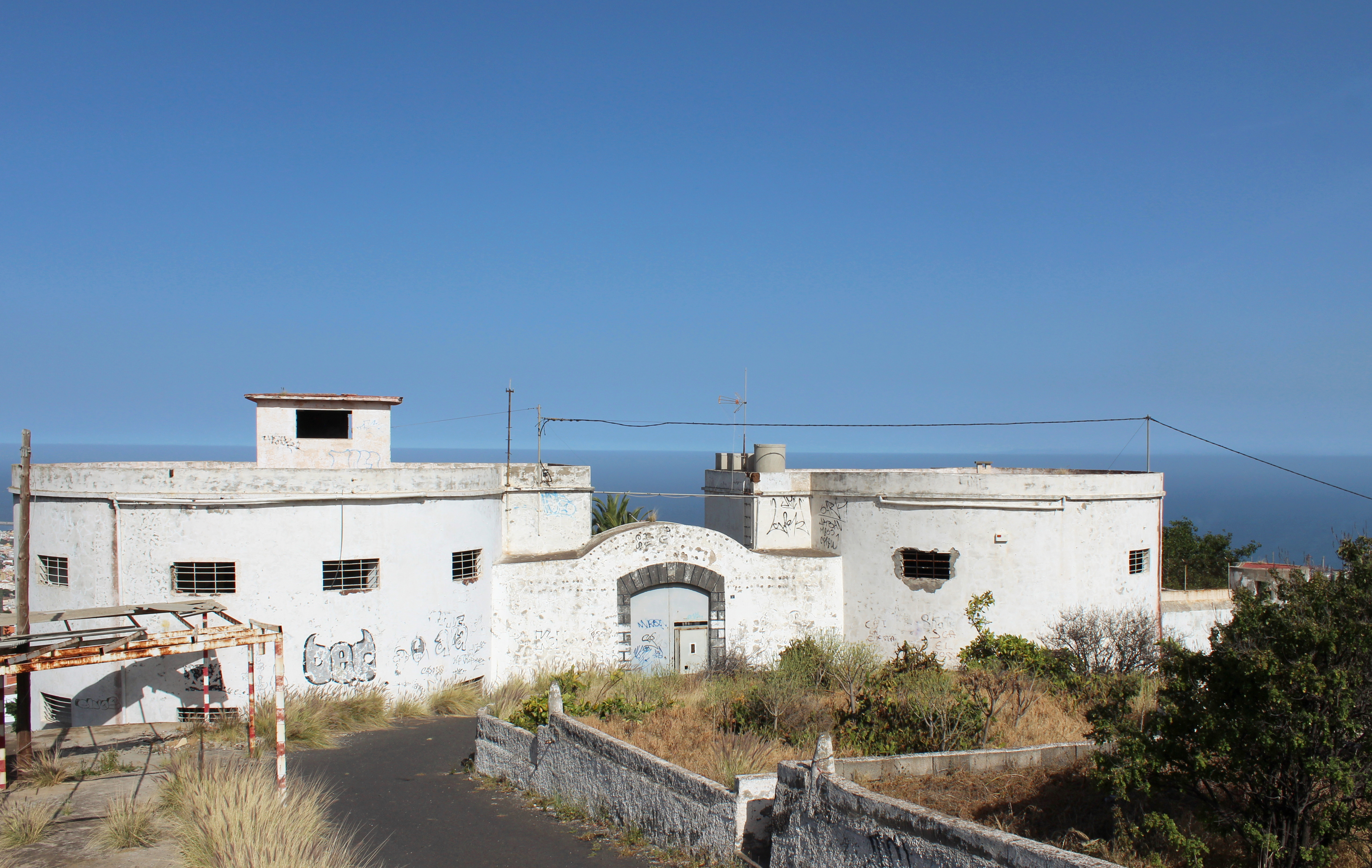
Façana oest
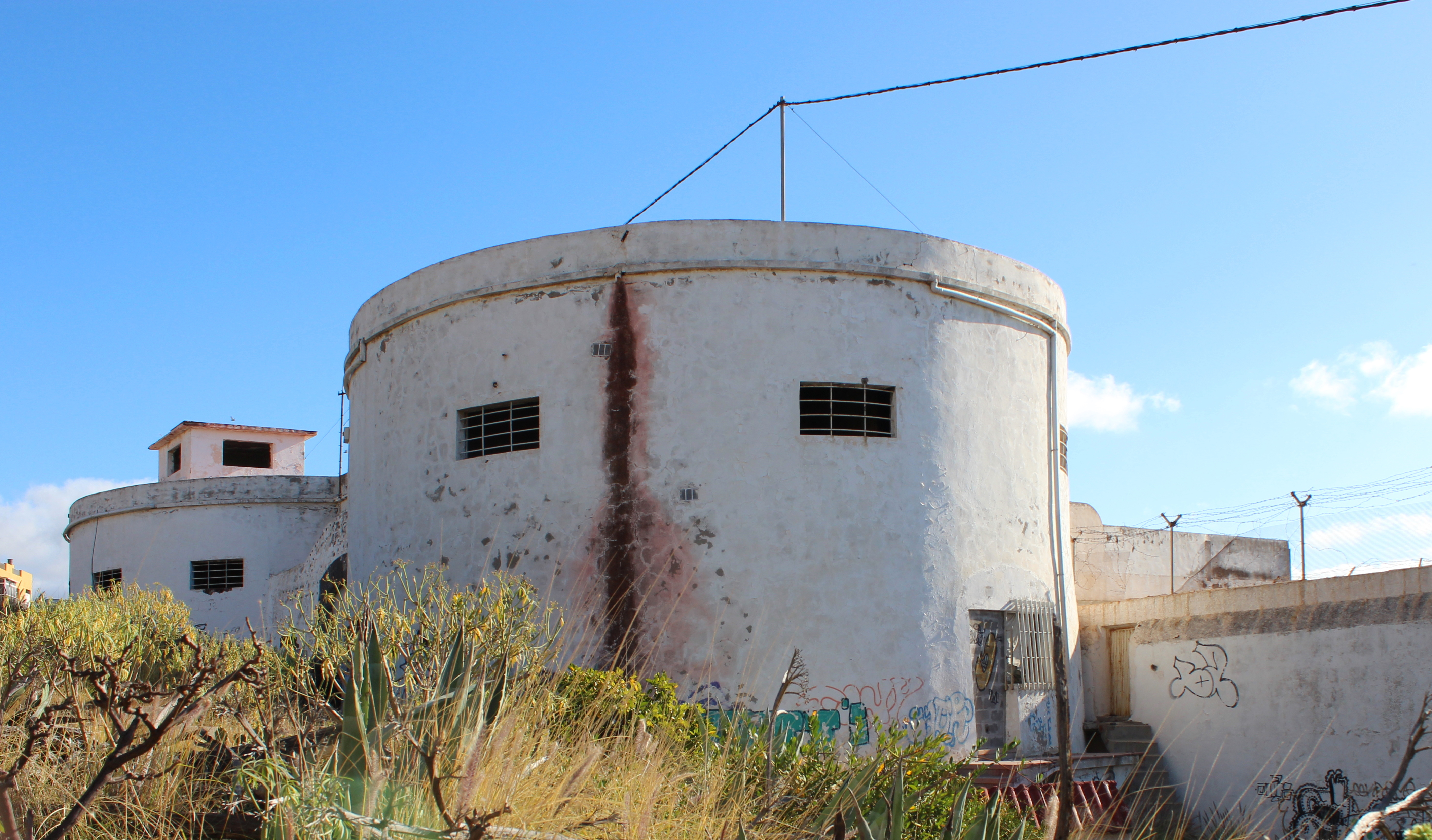
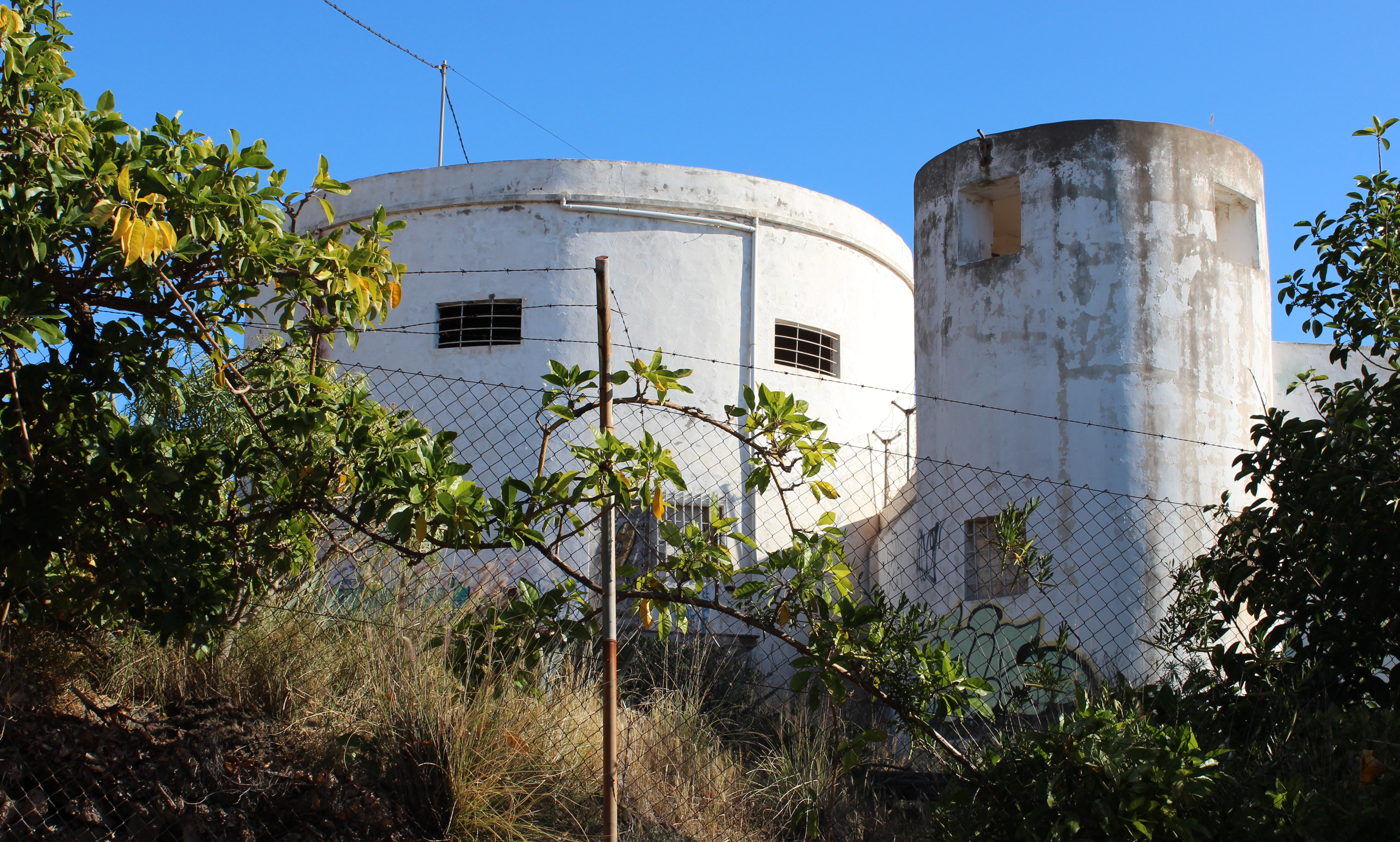
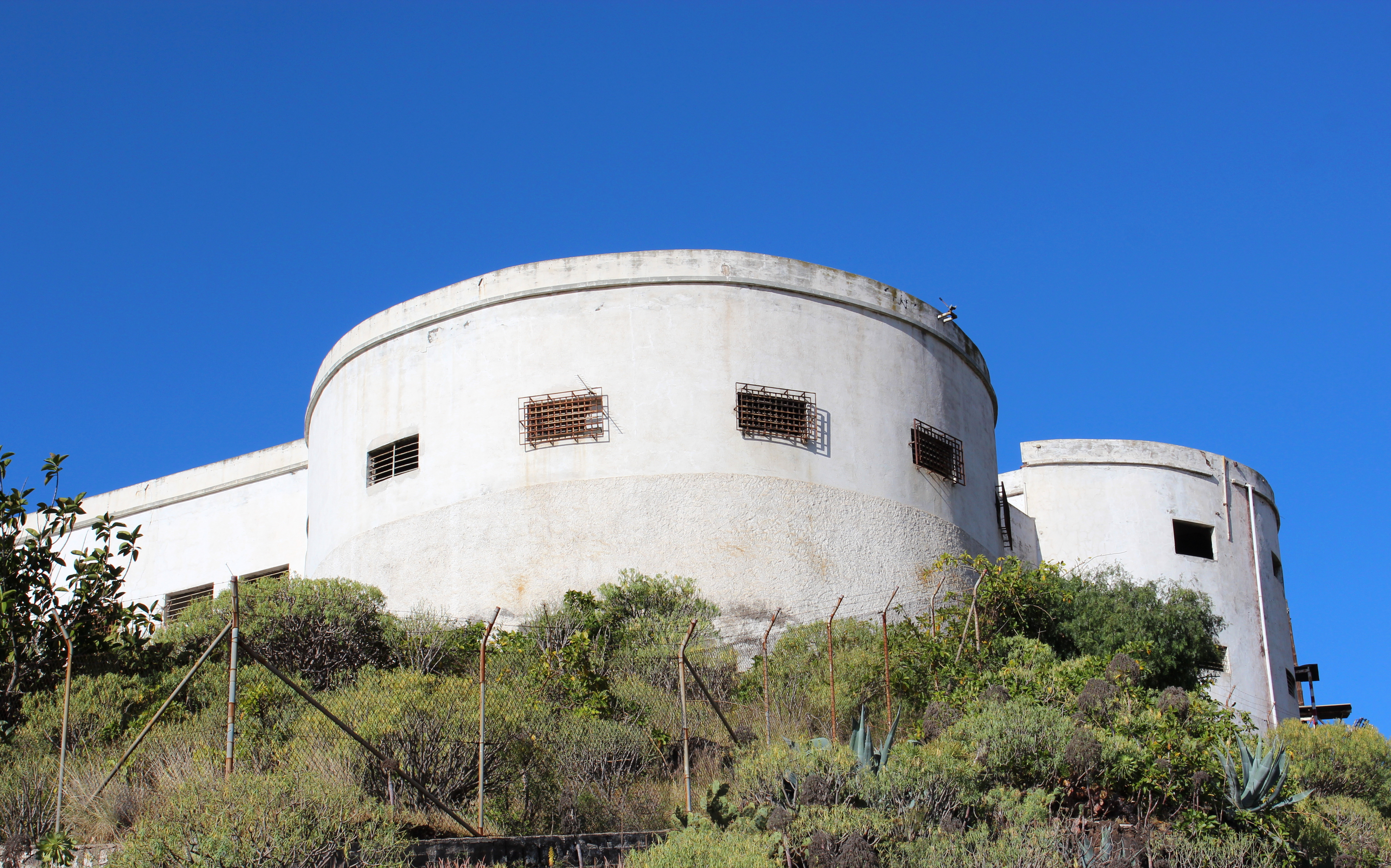